# Joseph Caillot
Joseph Caillot (Parigi, 24 gennaio 1733 – Parigi, 30 settembre 1816) è stato un attore e cantante francese.

## Biografia
Joseph Caillot nacque nel 1733 a Parigi, nella parrocchia di san Germano d'Auxerre. Dopo aver intrapreso una carriera attoriale di provincia, attiva specialmente a Lione, il 26 luglio 1760 debutta al Théâtre-Italien di Parigi in Ninette à la cour di Favart. Nelle opéras-comiques non si rivela solamente un attore talentuoso, ma pure un eccellente cantante.
Grimm, nella sua Correspondance littéraire, sfida David Garrick a interpretare il ruolo di Blaise nella Lucile di Grétry meglio di lui, e invita Préville a stare in guardia, perché rischia di dover “imparare da lui che cosa vuol dire fare la commedia”. 
Caillot si ritira dalle scene nel 1772, anche se questo non gli impedisce di sostituire a titolo gratuito i suoi compagni malati o impegnati. Sposatosi nel 1779 con Marie-Augustine Saÿde, figlia dell'ottico del re, trascorre gli ultimi anni della sua a Saint-Germain-des-Prés, impartendo lezioni di musica e declamazione.
Per molto tempo, tutti i ruoli da lui interpretati nelle opéras-comiques sono stati indicati come "personaggi tipo di Caillot". Era dotato di una gamma vocale molto ampia e, secondo Jean Gourret, “era sia un controtenore che un basso”. Il musicologo italiano Rodolfo Celletti ha sostenuto che “era un baritono e, allo stesso tempo, un basso”: Grétry e Monsigny scrivevano di solito “per lui nella chiave di basso (fa quarto), ma in tessiture che si potrebbero definire baritonali alte”.